# Moltke (Schiff, 1878)
Die Moltke war eine Gedeckte Korvette der Bismarck-Klasse, die Ende der 1870er Jahre für die Kaiserliche Marine gebaut wurde.  Sie war nach dem preußischen Generalfeldmarschall Helmuth Karl Bernhard von Moltke benannt. Sie war das vierte Schiff der Klasse, zu der fünf weitere Schiffe gehörten.
Die Korvetten der Bismarck-Klasse wurden Anfang der 1870er Jahre im Rahmen eines großen Marinebauprogramms bestellt. Sie sollten als Flottenaufklärer und auf ausgedehnten Einsatzfahrten in überseeischen Interessensgebieten des deutschen Kaiserreichs Dienst tun. Die Kiellegung der Moltke war im Juli 1875, im Oktober 1877 fand der Stapellauf statt und im April 1878 folgte die Indienststellung. Als Hauptbewaffnung verfügte das Schiff über eine Batterie von zehn bis sechzehn 15-cm-Ringkanonen und dazu über ein vollständiges Segelrigg, um die ebenfalls vorhandene Dampfmaschine auf langen Einsatzfahrten in Übersee zu ergänzen.
Während ihres ersten großen Überseeeinsatzes Anfang der 1880er Jahre besuchte Moltke nach dem Salpeterkrieg Häfen in mehreren südamerikanischen Ländern und transportierte die Teilnehmer der deutschen Expedition zum Internationalen Polarjahr nach Südgeorgien. Nach ihrer Rückkehr nach Deutschland 1885 wurde sie Schulschiff für Seekadetten und Schiffsjungen. Das Schiff diente in dieser Funktion bis 1908. Während dieser Zeit bestand ihre Tätigkeit hauptsächlich aus Flottenübungen und Trainingsdienstfahrten in der Ostsee sowie häufig in Westindien und im Mittelmeer. Sie wurde im Oktober 1910 aus dem Seeregister gestrichen und im Oktober 1911 in Acheron umbenannt. Fortan diente sie als Wohnschiff der U-Boot-Schule in Kiel und blieb in dieser Funktion bis Juli 1920, als sie zum Verschrotten verkauft wurde.

## Einsatzgeschichte

### Bau und Indienststellung
Die Moltke wurde als erstes Schiff der Bismarck-Klasse auf Kiel gelegt. Der Bau begann im Juli 1875 unter dem Vertragsnamen „Ersatz Arcona“ an der Kaiserlichen Werft Danzig. Die Arbeiten an der Moltke gingen langsamer als an anderen Schiffen der Klasse voran, da die staatlichen Werften nicht so erfahren waren wie die privaten Schiffsbauunternehmen wie die Norddeutsche Schiffbau AG, die die Bismarck baute. Folgerichtig lief die Moltke erst als viertes Mitglied der Klasse vom Stapel, weshalb die Klasse nach dem ersten fertiggestellten Schiff, der Bismarck, benannt wurde. Die Moltke wurde am 18. Oktober 1877 von Admiral Albrecht von Stosch, dem ersten Chef der neu gegründeten Kaiserlichen Admiralität, in Anwesenheit des Namensgebers des Schiffes Generalfeldmarschall Helmuth von Moltke getauft. Die Ausstattungsarbeiten wurden im April 1878 abgeschlossen. Am 16. April erfolgte die Indienststellung. Vom 28. bis 29. April wurde die Moltke nach Kiel überführt, wo ihre Bewaffnung und andere letzte Ausrüstungsgegenstände installiert wurden. Die Probefahrten begannen am 18. November und wurden am 21. Dezember abgeschlossen.

### Einsatz in Südamerika
Am 1. April 1881 wurde die Moltke mit ihrem ersten Auslandseinsatz in Südamerika beauftragt, der am 17. April begann. Am 14. Juli erreichte das Schiff Valparaíso, um den bisherigen Stationär, die Korvette Ariadne, abzulösen. Anschließend fuhr die Moltke nach Coquimbo, um die deutschen Bewohner vor Unruhen aufgrund des peruanischen Sieges im Salpeterkrieg zu schützen. Sie erreichte den Hafen am 19. Juli und blieb dort bis Mitte September. In den folgenden zwei Monaten besuchte die Moltke mehrere Hafenstädte in Peru und ging anschließend weiter nach Norden, um mehrere Städte in Mittelamerika zu besuchen. Am 16. Februar 1882 kehrte das Schiff nach Valparaíso zurück und segelte am 14. März erneut nach Coquimbo. Am 17. Mai reiste es von dort nach Montevideo ab, konnte aufgrund schwerer Stürme die Magellanstraße aber erst verspätet passieren und erreicht sein Ziel somit erst Ende Juni.

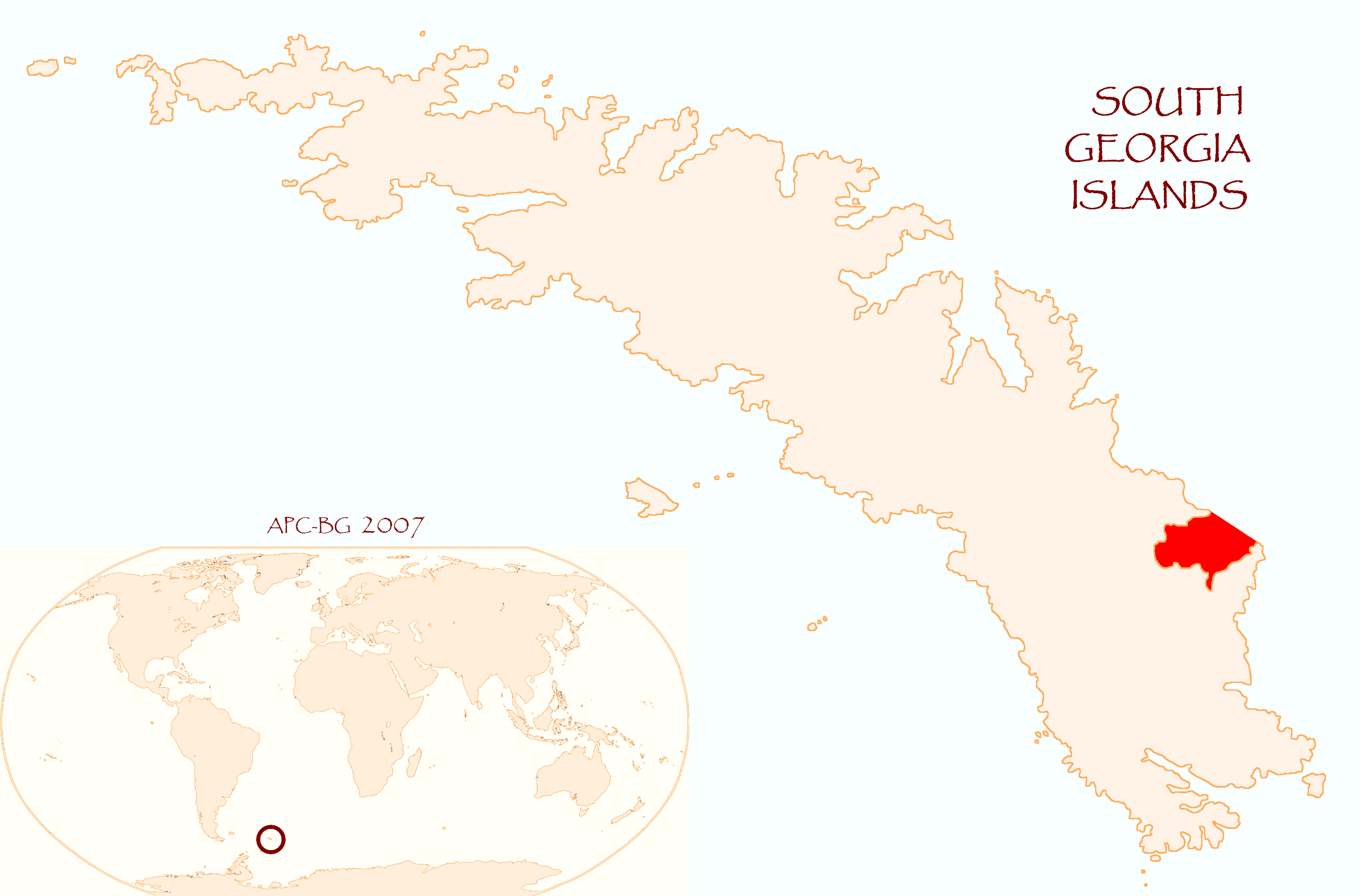
Karte Südgeorgiens. In die Royal Bay (roteingefärbt) brachte die Moltke die Teilnehmer der Expedition anlässlich des Internationalen Polarjahrs

In Montevideo nahm die Moltke die Teilnehmer der wissenschaftlichen Expedition, die Deutschland zum ersten Internationalen Polarjahr beitrug, an Bord. Die Expedition sollte ein Jahr auf der Insel Südgeorgien verbringen, um wissenschaftliche Beobachtungen zu einer Reihe von Phänomenen, einschließlich Störungen im geomagnetischen Feld, durchzuführen. Die Moltke verließ Montevideo mit der Expedition an Bord am 23. Juli. Weitere Ausrüstung wurde an Bord des HSDG-Dampfschiffs Rio mitgeführt. Die beiden Schiffe kamen am 12. August auf der Insel an, nachdem sie in schwere See und Eisberge geraten waren. Es dauerte mehr als eine Woche, um einen geeigneten Landeplatz zu finden, und am 21. August gingen die Wissenschaftler im heutigen, nach dem Schiff benannten, Moltke-Hafen an der Nordseite der Royal Bay an Land. Am 24. August beendeten sie mit Hilfe der Besatzung das Entladen ihrer Ausrüstung und die Einrichtung ihrer Unterkunft, und am 3. September reiste die Moltke für andere Aufgaben mit Kurs Südamerika ab. Die Korvette Marie traf im folgenden Jahr ein, um die Expedition zurückzuholen.
Die Moltke segelte anschließend nach Port Stanley auf den Falklandinseln und kehrte von dort an die Westküste Südamerikas zurück. Ab dem 20. Oktober besuchte sie mehrere chilenische Häfen und die Juan-Fernández-Inseln. Ende Januar 1883 kehrte sie nach Valparaíso zurück, wo sie mit der Korvette Leipzig zusammentraf. Ab dem 28. Februar segelte die Moltke nach Norden, um die Küsten von Peru und Ecuador zu bereisen. Nach seiner Rückkehr nach Valparaíso erhielt das Schiff am 8. Juli den Befehl, nach Deutschland zurückzukehren. Auf ihrem Weg durch die Magellanstraße führte sie eine Untersuchung der Küstengewässer durch. Am 4. August traf sie ihre Nachfolgerin Marie. Nach einer Station auf den Kapverdischen Inseln erreichte die Moltke am 2. Oktober Kiel und wurde dort am 23. Oktober außer Dienst gestellt. Wie alle sechs Schiffe ihrer Klasse wurde sie 1884 zur Kreuzerfregatte umklassifiziert.

### Als Schulschiff 1885–1889
Die Moltke wurde am 15. April 1885 als Ausbildungsschiff für Marinekadetten in den Dienst reaktiviert. Sie unternahm eine Trainingsfahrt in der Ostsee und begann am 20. Mai eine Tour durch norwegische Häfen, die sie anschließend in Island mit Besuchen im Berufjörður und in Reykjavík fortsetzte. Am 2. Juli traf sie in Lough Swilly, Irland, ein, wo sie einen Monat blieb und sich anschließend nach Portsmouth begab, wo sie am 15. August den Befehl erhielt, nach Deutschland zurückzukehren, um sich dem Übungsgeschwader der Kaiserlichen Marine anzuschließen. Vom 30. August bis 23. September nahm die Moltke an den jährlichen Flottenübungen teil und ging nach Abschluss der Manöver am 25. September zur Wartung in die Kaiserliche Werft Kiel.
Am 1. Oktober trat die Moltke erneut dem Übungsgeschwader bei und begab sich am 11. Oktober auf die nächste Ausbildungsfahrt nach Westindien. In São Vicente, Kap Verde, wurde die Fahrt vom 13. bis 30. November unterbrochen, da Spannungen zwischen Deutschland und Spanien wegen konkurrierender Ansprüche auf die Karolinen im Zentralpazifik aufgetreten waren. Nachdem der Konflikt gelöst war, setzte das Geschwader ihre Reise fort, besuchte eine Anzahl Häfen in der Karibik und kehrte anschließend am 27. März 1886 nach Wilhelmshaven zurück, wo das Geschwader aufgelöst wurde. Im April ging die Moltke zur Überholung erneut in die Kaiserliche Werft Kiel. Im folgenden Jahr wurde das Übungsgeschwader mit der Moltke erneut formiert und nahm an den Flottenmanövern im August und September als II. Division teil. Am 14. Oktober begann das Geschwader die Winterübungsfahrt, die es erneut nach Westindien führte und am 30. März 1887 in Wilhelmshaven endete.
1887 hielt sich die Moltke in Kiel auf, um an einer Feier zum Baubeginn des Kaiser-Wilhelm-Kanals teilzunehmen. Danach nahm sie erneut an den jährlichen Flottenmanövern und ab dem 1. Oktober an der Winterübungsfahrt des Übungsgeschwaders ins Mittelmeer teil. Im Dezember besuchte Kronprinz Friedrich Wilhelm die Schiffe in Sanremo. Am 10. April 1888 kehrte die Moltke nach Wilhelmshaven zurück und begab acht Tage später zu einer weiteren Überholung nach Kiel. Es folgte eine Reise in russische und skandinavische Häfen im Sommer 1888. Die jährlichen Flottenmanöver folgten im August und September und am 29. September begann die Winterübungsfahrt erneut in das Mittelmeer, die nach der Teilnahme an den Feierlichkeiten zum 25. Thronjubiläum von König Georg I. von Griechenland vom 27. Oktober bis 5. November in Piräus und Besuchen einiger Häfen im Osmanischen Reich in Kleinasien und Ägypten am 16. April 1889 in Wilhelmshaven beendet wurde. Das Geschwader wurde aufgelöst und die Moltke am 30. April außer Dienst gestellt.

### 1889–1897

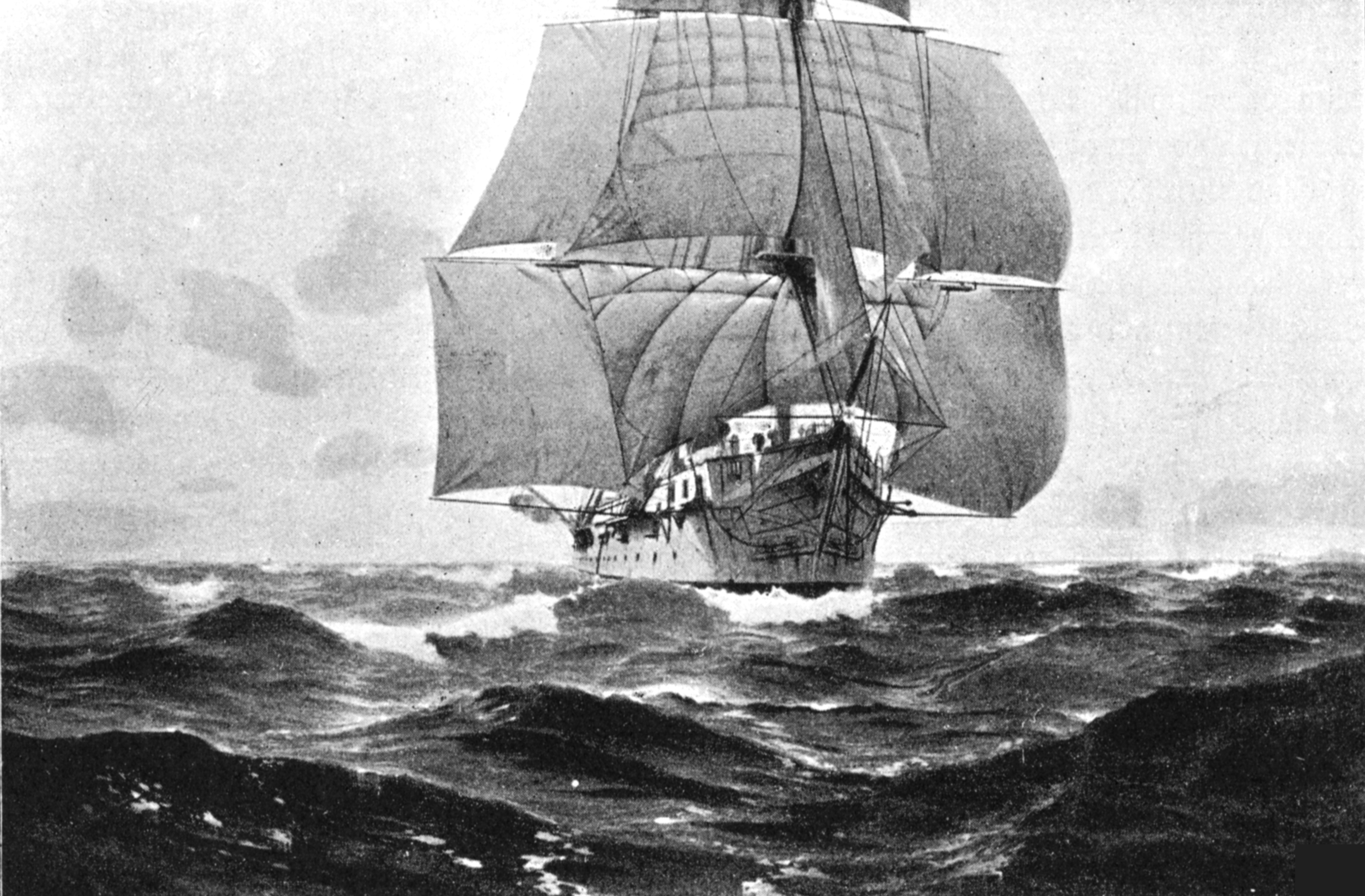
Illustration der Moltke unter Segeln, etwa 1895

Mitte 1889 wurde das Schiff für umfangreiche Umbauarbeiten in die Kaiserliche Werft in Kiel gebracht. Der Umbau umfasste eine neue Kesselanlage, neue Schnellfeuergeschütze und Unterbringungsmöglichkeiten für bis zu 50 Kadetten und 210 Schiffsjungen. Zusätzlich wurde die Takelage reduziert. Am 1. Januar 1891 wurde sie offiziell in die Liste der Schulschiffe aufgenommen und am 7. April wieder in Dienst gestellt. Der Namensgeber des Schiffes, Generalfeldmarschall Moltke, der drei Wochen später verstarb, und Kaiser Wilhelm II. waren bei dieser Wiederinbetriebnahme anwesend. Die Moltke begann am 15. Juni eine weitere Trainingsfahrt mit Besuchen in Westindien, La Guaira und Bahía Blanca. Auf dem Rückweg machte sie am 13. Juni 1892 in Norfolk und Anfang August auf der Isle of Wight für die Cowes-Regatta Station. Hier war sie Begleitschiff für Wilhelm II. an Bord seiner Yacht Hohenzollern, bevor sie am 9. August weiter nach Kiel fuhr und sich unmittelbar den Flottenmanövern anschloss. Am 30. September wurde das Schiff nach deren Abschluss außer Dienst gestellt.
Die Moltke kehrte am 5. April 1893 in den Dienst zurück und führte eine Ausbildung in der Ostsee durch, die bis zum 8. Juni dauerte. Während dieser Zeit erlitt sie am 24. Mai einen schweren Unfall, als das Dampfschiff Helene mit einem Beiboot der Moltke kollidierte. Dieses kenterte und sechs Schiffsjungen getötet wurden. Die Moltke schloss sich den jährlichen Flottenmanövern im August und September als Teil der III. Division an. Die Winterübungsfahrt begann am 14. Oktober und führte ins Mittelmeer. Am 21. Januar 1894 besuchte Die Moltke Piräus, wo sie von Wilhelm II., seiner Schwester Sophia von Preußen und ihrem Ehemann, Kronprinz Konstantin von Griechenland, besucht wurde. Wilhelm arrangierte den Besuch gegen Einwände von Reichskanzler Leo von Caprivi, der einem Freundschaftsbesuch abgelehnt hatte, da die griechische Regierung die Zahlungen für ausländische Kredite, darunter auch viele aus Deutschland, eingestellt hatte.
Eine Woche später ging die  Moltke nach Korfu, wo sie vier Wochen blieb, bis sie den Befehl erhielt, nach Abbazia zu reisen, um Kaiserin Friedrich, die im dortigen Kurbad wohnte, nach Fiume zu bringen, wo sie am 29. März den österreichisch-ungarischen Kaiser Franz Joseph I. traf. Franz Joseph I. kam am 6. April ebenfalls an Bord, um nach Pola zu reisen und die österreichisch-ungarische Marine zu inspizieren. Die Moltke brachte Kaiserin Friedrich vom 16. bis 18. April nach Venedig, wo sie den italienischen König Umberto I. traf. Am 28. April begann die Moltke die Rückreise nach Deutschland und kam am 18. Juni in Kiel an. Am 14. August kehrte sie zum Übungsgeschwader zurück, das während der Flottenmanöver zum II. Geschwader wurde. Die jährliche Winterübungsfahrt folgte am 25. September, diesmal nach Westindien, und endete am 22. März 1895.
Im Sommer 1895 unternahm die Moltke Einzeltrainingsfahrten in der Ostsee, die im Juni durch die Feier zur Eröffnung des Kaiser-Wilhelm-Kanals unterbrochen wurden. Danach besuchte sie Edinburgh und kehrte zu den jährlichen Flottenmanövern im August und September nach Deutschland zurück. Eine Woche später begann die Winterübungsfahrt im Mittelmeer. Während ihres Aufenthalts in Cádiz erhielt sie den Befehl, so schnell wie möglich nach Smyrna im Osmanischen Reich zu reisen, da Unruhen in der Region die Deutschen in der Stadt bedrohten. Sie kam dort am 15. November an und schloss sich dem Aviso Loreley, dem dortigen Stationsschiff, an. Im Januar 1896 wurde die Moltke abgezogen, um ihre Ausbildungsaufgaben fortzusetzen und zahlreiche Häfen in der Mittelmeerregion, darunter Messina, Haifa, Port Said und Neapel, zu besuchen. Sie kehrte am 23. März nach Kiel zurück und ging zur erneuten Überholung in die Werft.
1896 begann das Schulungsjahr am 12. Mai mit einer Übungsfahrt in der Ostsee, gefolgt von einem Besuch in Großbritannien und Irland ab dem 26. Juni. Während dieser Reise lief die Moltke am 17. Juli in den Hebriden auf Grund, konnte sich jedoch ohne Schäden befreien. Sie kam am 2. August nach Kiel zurück. Es folgten die jährlichen Flottenmanöver als Teil der III. Division und ab dem 26. September die Winterübungsfahrt nach Westindien. Beim Stopp in Madeira wurde die Moltke erneut in das Osmanischen Reich an die syrische Küste befohlen, um die deutschen Interessen in dem von Unruhen bedrohten Gebiet zu schützen. Ihre Schwesterschiffe Stosch, Stein und Gneisenau nahmen ebenfalls an dieser Operation teil. Am 10. Februar 1897 war der Einsatz beendet und die Moltke ging von Alexandria nach Wilhelmshaven, das das Schiff am 17. März erreichte. Es folgte ein erneuter Werftaufenthalt in Kiel ab dem 14. April 1897.

### 1898–1903
Das Schiff wurde erst am 5. April 1898 wieder in Dienst gestellt. Die Trainingsfahrten in der Ostsee mussten am 16. Juni wegen eines Masernausbruchs in der Schiffsbesatzung abgebrochen werden. Im Juli begann eine Tour durch norwegische Häfen mit Stopps in Larvik, Bergen und Odda, wo sie am 7. Juli die Hohenzollern und den Kleinen Kreuzer Hela auf der jährlichen Nordlandreise des Kaisers traf. Moltke und Hohenzollern gingen dann nach Drontheim, bevor die Moltke allein nach Lerwick auf den Shetlandinseln fuhr. Sie kam am 30. Juli wieder in Kiel an. In der zweiten Augusthälfte diente sie in der V-Division bei den Flottenmanövern. Am 3. September brach sie zur Winterübungsreise nach Westindien auf. Während sie in der Gegend war, wurde sie nach Havanna entsandt, da in Kuba nach dem Sieg der Vereinigten Staaten über Spanien im Spanisch-Amerikanischen Krieg Unruhen befürchtet wurden. Ihre Anwesenheit erwies sich als unnötig und so kehrte sie am 10. Januar 1899 nach Kiel zurück, wo sie am 23. März ankam.
Ab dem 24. Mai 1899 unternahm die Moltke eine weitere Kreuzfahrt in der Ostsee, gefolgt von einer weiteren Ausbildungsfahrt nach Westindien ab dem 5. Juli. Ziel dieser Reise waren auch südamerikanische Häfen, wie etwa Rio de Janeiro. Vom 22. bis 29. Dezember blieb sie in Charlotte Amalie auf der dänischen Insel Saint Thomas. Vom 10. Bis 20. Januar 1900 besuchte sie als erstes deutsches Kriegsschiff New Orleans. Anschließend kehrte sie nach Deutschland zurück und erreichte Kiel am 25. März in Kiel. Erneut folgten vom Mai bis September Ausbildungsfahrten in der Ostsee mit Besuchen in Stockholm, Kopenhagen und Stavanger. Am 17. September unternahm sie eine weitere Übungsfahrt ins Mittelmeer. Während des Aufenthalts in Gibraltar vom 9. bis 14. Oktober organisierten die Besatzungsmitglieder eine Gedenkfeier auf dem Friedhof der Stadt, auf dem die Opfer der Besatzung der Korvette Danzig aus dem Gefecht von Tres Forcas bestattet lagen. Am 7. Dezember hielt die Moltke in Beirut an, wo ihr Kommandant an einer Zeremonie am Grab von Saladin in Damaskus teilnahm. Sie besuchte andere Häfen in der Region und durchquerte mit Erlaubnis von Sultan Abdülhamid II. am 24. Januar 1901 die Dardanellen. Die Rückreise begann am 30. Januar und am 24. Februar traf das Schiff wieder in Kiel ein.
Nach der anschließenden Überholung führte die Moltke ab dem 21. Mai eine hydrografische Untersuchung des Adlergrunds durch, wo das Linienschiff Kaiser Friedrich III. Anfang des Jahres auf Grund gelaufen und schwer beschädigt worden war. Die Vermessungsarbeiten endeten am 18. Juni und am 1. August begann sie die jährliche Schulungskreuzfahrt, die mit Besuchen in Kopenhagen und auf den Färöern begann und bis nach Westindien führte, wo ein Konflikt zwischen Venezuela und Kolumbien die wirtschaftlichen Interessen Deutschlands in der Region bedrohte. Sie verließ das Gebiet am 19. Dezember und erreichte am 24. Januar Baltimore. Anschließend besuchte eine Delegation des Schiffes Washington, D.C., wo sie von Präsident Theodore Roosevelt empfangen wurde. Nach Besuchen in Annapolis, dem Standort der US Naval Academy, kehrte sie nach Europa zurück, war in Dartmouth bei der Grundsteinlegung des neuen Gebäudes am Royal Naval College anwesend und erreichte schließlich am 20. März Kiel.
1902 und 1903 unternahm die Moltke jeweils erneut Trainingsfahrten in der Ostsee und im Mittelmeer. 1904 folgte nach den Ostseetrainingsfahrten eine nochmalige Reise nach Westindien und in die Vereinigten Staaten, die am 17. März 1905 Kiel endete, wo sie am 31. März für eine Überholung stillgelegt wurde.

### Als U-Boot-Tender

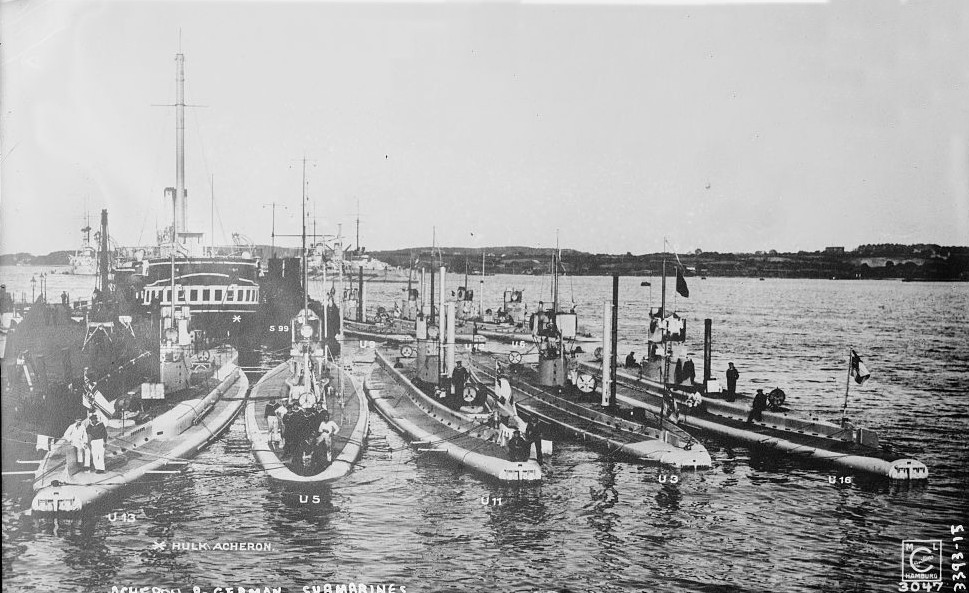
Die Acheron als U-Boot Tender in Kiel

Die Moltke blieb bis zum 4. April 1907 außer Dienst und machte anschließend zum letzten Mal Ausbildungsfahrten in der Ostsee, gefolgt von einer Reise nach Südamerika mit Besuchen in Rio de Janeiro und Westindien. Am 23. März 1908 kehrte sie nach Kiel zurück, wo sie am 7. April außer Dienst gestellt wurde. Ihr Platz im Ausbildungsgeschwader wurde von dem Großen Kreuzer Hertha eingenommen. Die Moltke wurde am 24. Oktober 1910 aus dem Seeregister gestrichen und der U-Boot-Schule in Kiel zugeteilt. Sie wurde in ein Wohnschiff umgewandelt und am 28. Oktober 1911 in Acheron umbenannt, um ihren Namen für den Schlachtkreuzer Moltke verwenden zu können, der gerade vom Stapel gelassen worden war. Die Acheron diente in dieser Funktion bis zu ihrem Verkauf in die Verschrottung am 7. Juli 1920.